# میوس (اوکلاهما)
میوس (به انگلیسی: Muse) یک منطقهٔ مسکونی در ایالات متحده آمریکا است که در شهرستان لو فلور، اکلاهما واقع شده‌است. میوس ۲۲۷٫۰۸ متر بالاتر از سطح دریا واقع شده‌است.